# Christopher Quiring
Christopher Quiring (* 23. November 1990 in Berlin) ist ein deutscher Fußballspieler.

## Karriere
Christopher Quiring begann seine Fußballerkarriere beim BSC Marzahn. Am 1. Juni 2002 wechselte er zum 1. FC Union Berlin in die D-Jugend. Im Herrenbereich spielte er bislang bei vier Vereinen in fünf unterschiedlichen Ligen.

### 1. FC Union Berlin
Ab 2008 rückte Quiring in die zweite Mannschaft des Vereins auf, spielte aber in dieser Serie ausschließlich in der A-Junioren Bundesliga. Als Aufsteiger erreichte er mit Union einen soliden 9. Tabellenplatz. Sein Debüt in der ersten Mannschaft gab er am 15. August 2010 im DFB-Pokalspiel zwischen dem Halleschen FC und Union Berlin, welches mit 0:1 verloren wurde. Eine Woche später hatte er zum Saisonauftakt 2010/11 seinen ersten Zweitligakurzeinsatz. Durch weitere überzeugende Einwechslungen verdiente er sich seinen ersten Platz in der Startaufstellung am viertletzten Spieltag gegen den FC Ingolstadt. Am 33. Spieltag erzielte mit dem 3:2 gegen Energie Cottbus sein erstes Profipflichtspieltor. Quiring erhielt darüber hinaus auch elf Einsätze bei der zweiten Mannschaft in der Oberliga. Er traf dabei viermal in des Gegners Tor.
In der folgenden Zweitligasaison brachte es Quiring auf 23 Einsätze, in denen er sechs Treffer erzielte. Auch spielte er in der 1. Hauptrunde des DFB-Pokals gegen den Viertligisten Rot-Weiss Essen, schied aber überraschend nach Elfmeterschießen aus. Ein Jahr später traf Union Berlin in der 1. Runde des DFB-Pokals erneut auf Rot-Weiss Essen. Diesmal jedoch siegten die Eisernen mit 1:0 und zogen in die nächste Runde ein. Quiring erhielt gegen Essen zwar keine Einsatzminuten, dafür aber in der 2. Runde gegen den Drittligisten Kickers Offenbach. Das Spiel wurde mit 0:2 verloren. In der 2. Bundesliga kam Quiring auf 26 Pflichtspiele und vier Tore. Im April 2013 erhielt er zudem drei Einsätze bei der in die Regionalliga Nordost aufgestiegenen zweiten Mannschaft. Auch in der Folgesaison wurde Quiring für die Union-Reserve in der Regionalliga berücksichtigt und erhielt in vier Spielen die Möglichkeit sich zu empfehlen. Gegen Optik Rathenow traf er dabei zweimal zwischen die Torpfosten. Erstmals in seiner Laufbahn bekam er, und bis dato nie wieder, die Möglichkeit im Achtelfinale des DFB-Pokals aufzulaufen. So geschehen am 3. Dezember 2013 gegen den Zweitligisten 1. FC Kaiserslautern. Seine Einsatzzeit betrug 15 Minuten und das Spiel ging mit 0:3 verloren. Mit 21 Zweitligaeinsätzen für die Berliner- und drei Treffern- trug er zum sicheren neunten Tabellenplatz in der 2. Liga 2013/14 bei.
Am Ende der Saison 2014/15 belegte Quiring mit Union den siebten Platz in der 2. Bundesliga. Mit 29 Einsätzen und vier Toren war er daran beteiligt. Ein letztes Mal lief er im August 2014 für Union II in der Regionalliga Nordost im Heimspiel gegen den FC Carl Zeiss Jena auf. Der Verein meldete seine U-23-Mannschaft nicht mehr für den Spielbetrieb der kommenden Saison an und löste seine zweite Garnitur auf. Quirings Einsatzzeiten in der Zweitligaserie 2015/16 schrumpften. Zwar kam er auf siebzehn Einsätze, aber keinen über die volle Distanz von 90 Minuten. Sein einziger Treffer, und sein letzter für Union Berlin überhaupt, gelang ihm am 34. Spieltag gegen den SC Freiburg zum zwischenzeitlichen 2:0. Am Ende erreichte er mit der Mannschaft Platz sechs in der 2. Bundesliga. In der Hinrunde der Folgesaison kam Quiring auf nur noch drei Kurzeinsätze. In der Winterpause wurde das Kapitel 1. FC Union Berlin und Christopher Quiring beendet. Nach insgesamt 130 Zweitligaeinsätzen und 19 Toren für die 1. Mannschaft, 8 Regionalligaeinsätze und 2 Toren sowie 11 Einsätze und 4 Toren in der Oberliga für die 2. Mannschaft, endete seine aktive Zeit bei den Eisernen.

### Hansa Rostock
Im Januar 2017 verließ er die Berliner und schloss sich dem Drittligisten Hansa Rostock an. Er debütierte am 20. Spieltag beim Heimspiel gegen Jahn Regensburg. Sein erstes Tor für Rostock erzielte auswärts am 32. Spieltag beim FSV Mainz 05 II. Im selbigen Spiel traf er noch zwei weitere Male. Am Ende der Saison belegte er mit Hansa Platz 15 und wurde Landespokalsieger. Aufgrund einer Verletzung verpasste Quiring die ersten vierzehn Spiele der Drittligasaison 2017/18 und die Teilnahme am DFB-Pokal. Er lief nur noch neunmal für Hansa auf, davon nur dreimal in der Startelf und ab März 2018 gar nicht mehr. Da er im Landespokal-Achtelfinale gegen den Penkuner SV einen achtzigminütigen Einsatz hatte und auch traf, zählt er zu den Landespokalsiegern 2018, denn Hansa gewann letztlich im Finale gegen den FC Mecklenburg Schwerin. Trotz der guten Abschlussplatzierung der Rostocker, Hansa wurde sechster in der 3. Liga, verlief die abgelaufene Serie insgesamt enttäuschend für Quiring. Die Ostseestädter und Quiring trennten sich letztlich im Sommer 2018 per Aufhebungsvertrag und er wechselte zurück nach Berlin zum Viertligisten VSG Altglienicke.

### VSG Altglienicke
Der Wechsel nach Altglienicke war ein offenes Geheimnis, denn Quiring trainierte bereits als „Noch-Hanseat“ bei den Berlinern mit und erhielt zudem in einem Testspiel gegen Merzdorf einen ersten Einsatz. Nachdem er in der Saison 2020/21 bei Altglienicke auch aufgrund von Verletzungen keine Rolle mehr gespielt hatte, verließ er den Klub im Sommer 2021.

## Verschiedenes
Bei der Wahl des Berliner Fußball-Verbandes wurde er nach der Saison 2010/11 zum Berliner Amateurfußballer des Jahres gewählt.
Dem Tagesspiegel zufolge steht Quiring den Ultras des 1. FC Union nahe und hat das Logo der Gruppierung Wuhlesyndikat auf der Wade tätowiert.
Im Dokumentarfilm Union fürs Leben, der am 3. April 2014 auf dem Filmfest 11mm Premiere feierte, ist er einer der Protagonisten.

## Erfolge / Auszeichnungen
- Berliner Amateurfußballer der Saison 2010/11
- Landespokalsieger Mecklenburg-Vorpommern (2): 2017, 2018 (mit Hansa Rostock)